# W. H. 오든
위스턴 휴 오든(Wystan Hugh Auden, 1907년 2월 21일 ~ 1973년 9월 29일)은 영국의 시인이다. 옥스퍼드 대학을 졸업하였고, 제2차 세계 대전 직전에 미국으로 건너가서 그 후 시민권을 얻는다. T. S. 엘리엇이 대표하는 1920년대의 정신에 반기를 들어 마르크시즘의 문제를 시 가운데 넣어서 세실 데이루이스와 스티븐 스펜더 등과 함께 신풍을 영국시단에 일으킨다. 이른바 '오든 그룹'의 지도적 존재이며 임상의(臨床醫)와 같이 병든 사회를 정신분석과 사회의식을 합친 수법으로 파헤쳤다. 말년에는 앵그리칸(Anglican) 종교에 기울어 인간존재를 '사랑'의 면에서 고찰하는 것과 같은 시를 썼으며, <전시집(全詩集)> 기타 많은 작품이 있다.

## 작품 목록

### 영화&오페라대본
- 난봉꾼의 행각: 체스터 칼먼과 공동창작. 1951
- 젊은 연인들을 위한 엘레지'(Elegy for Young Lovers): 체스터 칼먼과 공동작업. 1956
- 러너(Runner, 다큐 영화)의 해설, 캐나다 국립 영화위원회(NFBC). 1962
- 사랑의 헛수고(오페라): 셰익스피어의 사랑의 헛수고를 기반으로 체스터 칼먼과 공동집필한 작품. 1973